# Фойгт, Вольдемар (инженер)
Вольдемар Фойгт (нем. Woldemar Voigt) (10 февраля 1907 — 22 июня 1980) — немецкий авиаконструктор, с 1939 года начальник проектного отдела Messerschmitt AG, главный конструктор самолётов Ме-262, Ме-163, Ме-264 и Ме-328. После Второй мировой войны был интернирован в США, где, получив американское гражданство, работал в американском авиастроении. Внук известного физика Вольдемара Фойгта.

## Биография
Высшее образование получил в Техническом университете Дармштадта, где участвовал в конструировании планеров в академическом клубе полёта (Akaflieg Darmstadt). После окончания учёбы работал в авиастроительной компании Ганса Клемма (Leichtflugzeugbau Klemm), в 1933 году начал работу инженером-конструктором в Bayerische Flugzeugwerke. В 1938 году возглавил группу разработчиков Проекта P.1065 (итогом которого стало создание Ме-262), а после ухода из компании в 1939 году её главного конструктора Роберта Люссера, руководившего созданием Bf.109 и Bf.110, возглавил конструкторское бюро Messerschmitt AG. Под его руководством также были разработаны Ме-163, Ме-264, Ме-328, Ме-410 и велись работы по Проекту P.1101, реактивного самолёта с изменяемой стреловидностью крыла, готовность опытного образца которого к концу войны составляла ~80 %. Также к концу войны им был создан ряд эскизных проектов самолётов.
После окончания Второй мировой войны в 1945 году конструкторское бюро Messerschmitt AG в Обераммергау в качестве руководителя миссии американской технической разведки посетил главный конструктор Bell Aircraft Роберт Вудс, который познакомился с Фойгтом и его настолько заинтересовал проект P.1101, что он предложил прямо в Обераммергау совместно с ним достроить опытный образец до лётного состояния, однако по ряду причин эта идея успехом не увенчалась. Во исполнение операции «Скрепка» Фойгт был интернирован в США, где, весьма вероятно, под руководством Роберта Вудса, участвовал в создании первого в мире реактивного самолёта с изменяемой в полёте стреловидностью крыла Bell X-5. В пользу этого говорит внешнее сходство разработанного полностью заново (начиная с 1949 года) Bell X-5 с P.1101, хотя по конструкции и лётным возможностям X-5 был намного более совершенен. В дальнейшем Фойгт получил американское гражданство и работал в авиапромышленности США.